# 北烏尼翁
北烏尼翁（西班牙語：Unión del Norte），是巴拿馬的城鎮，位於該國中西部，由貝拉瓜斯省的蒙蒂霍區負責管轄，面積35.2平方公里，2010年人口697，人口密度每平方公里19.8人。